# Pallacanestro ai Giochi della XVI Olimpiade
Il torneo di pallacanestro ai Giochi della XVI Olimpiade si disputò a Melbourne dal 22 novembre al 1º dicembre 1956, e vide la vittoria degli Stati Uniti.

## Sedi delle partite
L'intero torneo venne disputato presso il Royal Exhibition Building di Melbourne.

## Squadre partecipanti
Al torneo presero parte 15 squadre nazionali; l'Australia partecipò in quanto paese ospitante.
- Australia
- Bulgaria
- Francia
- Unione Sovietica
- Brasile

- Canada
- Cile
- Uruguay
- Stati Uniti
- Formosa[1]

- Giappone
- Corea del Sud
- Filippine
- Singapore
- Thailandia

## Formula
Le 15 squadre vengono suddivise in 4 gironi (uno dei gironi è composto da 3 squadre), con la formula del girone all'italiana. Le prime due classificate al termine degli incontri di sola andata, accedono ai quarti di finale, disputati ancora con la formula a gironi (2 gironi da 4 squadre); le altre squadre prendono parte ad una fase a gironi per stabilire la classifica dal 9º al 15º posto. Le prime due squadre dei gironi dei quarti di finale accedono alle semifinali e poi alle finali per il primo e terzo posto, disputate con la formula dello scontro diretto.

## Risultati

### Prima fase

#### Gruppo A
| Team           | Pt | V - P | Pf - Ps   |
| -------------- | -- | ----- | --------- |
| 1. Stati Uniti | 6  | 3 - 0 | 320 - 122 |
| 2. Filippine   | 5  | 2 - 1 | 224 - 237 |
| 3. Giappone    | 4  | 1 - 2 | 171 - 225 |
| 4. Thailandia  | 3  | 0 - 3 | 134 - 265 |

| Melbourne 23 novembre 1956, ore 9:30 | Stati Uniti | 98 – 40 (33-20) referto | Giappone | Royal Exhibition Building |

| Melbourne 23 novembre 1956, ore 13:30 | Filippine | 94 – 55 (34-24) referto | Thailandia | Royal Exhibition Building |

| Melbourne 24 novembre 1956, ore 15:00 | Stati Uniti | 101 – 29 (54-12) referto | Thailandia | Royal Exhibition Building |

| Melbourne 24 novembre 1956, ore 21:30 | Giappone | 61 – 77 (29-37) referto | Filippine | Royal Exhibition Building |

| Melbourne 26 novembre 1956, ore 9:00 | Thailandia | 50 – 70 (20-35) referto | Giappone | Royal Exhibition Building |

| Melbourne 26 novembre 1956, ore 20:00 | Stati Uniti | 121 – 53 (66-23) referto | Filippine | Royal Exhibition Building |

#### Gruppo B
| Team                | Pt | V - P | Pf - Ps   |
| ------------------- | -- | ----- | --------- |
| 1. Francia          | 6  | 3 - 0 | 236 - 183 |
| 2. Unione Sovietica | 5  | 2 - 1 | 255 - 177 |
| 3. Canada           | 4  | 1 - 2 | 206 - 234 |
| 4. Singapore        | 3  | 0 - 3 | 154 - 257 |

| Melbourne 22 novembre 1956, ore 21:30 | Unione Sovietica | 97 – 59 (46-20) referto | Canada | Royal Exhibition Building |

| Melbourne 23 novembre 1956, ore 15:00 | Singapore | 54 – 81 (22-44) referto | Francia | Royal Exhibition Building |

| Melbourne 24 novembre 1956, ore 9:00 | Canada | 85 – 58 (51-30) referto | Singapore | Royal Exhibition Building |

| Melbourne 24 novembre 1956, ore 16:30 | Unione Sovietica | 67 – 76 (18-24) referto | Francia | Royal Exhibition Building |

| Melbourne 26 novembre 1956, ore 15:00 | Unione Sovietica | 91 – 42 (40-21) referto | Singapore | Royal Exhibition Building |

| Melbourne 26 novembre 1956, ore 21:30 | Francia | 79 – 62 (43-35) referto | Canada | Royal Exhibition Building |

#### Gruppo C
| Team             | Pt | V - P | Pf - Ps   |
| ---------------- | -- | ----- | --------- |
| 1. Uruguay       | 6  | 3 - 0 | 238 - 187 |
| 2. Bulgaria      | 5  | 2 - 1 | 242 - 199 |
| 3. Formosa       | 4  | 1 - 2 | 216 - 249 |
| 4. Corea del Sud | 3  | 0 - 3 | 194 - 255 |

| Melbourne 22 novembre 1956, ore 20:00 | Corea del Sud | 76 – 83 (28-42) referto | Formosa | Royal Exhibition Building |

| Melbourne 23 novembre 1956, ore 16:30 | Uruguay | 70 – 65 (38-35) referto | Bulgaria | Royal Exhibition Building |

| Melbourne 24 novembre 1956, ore 10:30 | Uruguay | 85 – 62 (39-36) referto | Formosa | Royal Exhibition Building |

| Melbourne 24 novembre 1956, ore 13:30 | Bulgaria | 89 – 58 (47-33) referto | Corea del Sud | Royal Exhibition Building |

| Melbourne 26 novembre 1956, ore 10:30 | Formosa | 71 – 88 (35-47) referto | Bulgaria | Royal Exhibition Building |

| Melbourne 26 novembre 1956, ore 16:30 | Uruguay | 83 – 60 (35-25) referto | Corea del Sud | Royal Exhibition Building |

#### Gruppo D
| Team         | Pt | V - P | Pf - Ps   |
| ------------ | -- | ----- | --------- |
| 1. Brasile   | 4  | 2 - 0 | 167 - 125 |
| 2. Cile      | 3  | 1 - 1 | 137 - 134 |
| 3. Australia | 2  | 0 - 2 | 122 - 167 |

| Melbourne 23 novembre 1956, ore 20:00 | Cile | 59 – 78 (34-39) referto | Brasile | Royal Exhibition Building |

| Melbourne 24 novembre 1956, ore 20:00 | Brasile | 89 – 66 (50-35) referto | Australia | Royal Exhibition Building |

| Melbourne 26 novembre 1956, ore 13:30 | Cile | 78 – 56 (37-27) referto | Australia | Royal Exhibition Building |

### Seconda fase

#### Quarti di finale

##### Gruppo A
| Team         | Pt | V - P | Pf - Ps   |
| ------------ | -- | ----- | --------- |
| 1. Francia   | 5  | 2 - 1 | 195 - 187 |
| 2. Uruguay   | 5  | 2 - 1 | 221 - 209 |
| 3. Cile      | 4  | 1 - 2 | 221 - 220 |
| 4. Filippine | 4  | 1 - 2 | 204 - 225 |

| Melbourne 27 novembre 1956, ore 15:00 | Francia | 71 – 60 (37-23) referto | Cile | Royal Exhibition Building |

| Melbourne 27 novembre 1956, ore 21:30 | Uruguay | 79 – 70 (d.1t.s.) (42-39, 68-68) referto | Filippine | Royal Exhibition Building |

| Melbourne 28 novembre 1956, ore 15:00 | Uruguay | 80 – 73 (40-25) referto | Cile | Royal Exhibition Building |

| Melbourne 28 novembre 1956, ore 20:00 | Francia | 58 – 65 (d.1t.s.) (26-30, 55-55) referto | Filippine | Royal Exhibition Building |

| Melbourne 29 novembre 1956, ore 16:30 | Cile | 88 – 69 (42-32) referto | Filippine | Royal Exhibition Building |

| Melbourne 29 novembre 1956, ore 21:30 | Uruguay | 62 – 66 (31-38) referto | Francia | Royal Exhibition Building |

##### Gruppo B
| Team                | Pt | V - P | Pf - Ps   |
| ------------------- | -- | ----- | --------- |
| 1. Stati Uniti      | 6  | 3 - 0 | 283 - 150 |
| 2. Unione Sovietica | 5  | 2 - 1 | 208 - 209 |
| 3. Bulgaria         | 4  | 1 - 2 | 182 - 224 |
| 4. Brasile          | 3  | 0 - 3 | 192 - 282 |

| Melbourne 27 novembre 1956, ore 16:30 | Bulgaria | 44 – 85 (19-48) referto | Stati Uniti | Royal Exhibition Building |

| Melbourne 27 novembre 1956, ore 20:00 | Brasile | 68 – 87 (28-37) referto | Unione Sovietica | Royal Exhibition Building |

| Melbourne 28 novembre 1956, ore 16:30 | Bulgaria | 56 – 66 (32-37) referto | Unione Sovietica | Royal Exhibition Building |

| Melbourne 28 novembre 1956, ore 21:30 | Stati Uniti | 113 – 51 (50-22) referto | Brasile | Royal Exhibition Building |

| Melbourne 29 novembre 1956, ore 15:00 | Unione Sovietica | 55 – 85 (32-39) referto | Stati Uniti | Royal Exhibition Building |

| Melbourne 29 novembre 1956, ore 20:00 | Bulgaria | 82 – 73 (38-36) referto | Brasile | Royal Exhibition Building |

#### Gruppi 9º-15º posto

##### Gruppo C
| Team          | Pt | V - P | Pf - Ps   |
| ------------- | -- | ----- | --------- |
| 1. Formosa    | 6  | 3 - 0 | 218 - 189 |
| 2. Australia  | 5  | 2 - 1 | 258 - 208 |
| 3. Singapore  | 4  | 1 - 2 | 200 - 215 |
| 4. Thailandia | 3  | 0 - 3 | 150 - 214 |

| Melbourne 27 novembre 1956, ore 9:00 | Australia | 87 – 48 (48-23) referto | Thailandia | Royal Exhibition Building |

| Melbourne 27 novembre 1956, ore 10:30 | Singapore | 64 – 67 (23-26) referto | Formosa | Royal Exhibition Building |

| Melbourne 28 novembre 1956, ore 9:00 | Thailandia | 50 – 62 (26-29) referto | Singapore | Royal Exhibition Building |

| Melbourne 28 novembre 1956, ore 13:30 | Australia | 73 – 86 (40-39) referto | Formosa | Royal Exhibition Building |

| Melbourne 29 novembre 1956, ore 9:00 | Formosa | 65 – 52 (35-31) referto | Thailandia | Royal Exhibition Building |

| Melbourne 29 novembre 1956, ore 13:30 | Australia | 98 – 74 (48-36) referto | Singapore | Royal Exhibition Building |

##### Gruppo D
| Team             | Pt | V - P | Pf - Ps   |
| ---------------- | -- | ----- | --------- |
| 1. Canada        | 4  | 2 - 0 | 147 - 123 |
| 2. Giappone      | 3  | 1 - 1 | 143 - 140 |
| 3. Corea del Sud | 2  | 0 - 2 | 130 - 157 |

| Melbourne 27 novembre 1956, ore 13:30 | Corea del Sud | 63 – 74 (d.1t.s.) (31-32, 62-62) referto | Canada | Royal Exhibition Building |

| Melbourne 28 novembre 1956, ore 10:30 | Giappone | 83 – 67 (36-23) referto | Corea del Sud | Royal Exhibition Building |

| Melbourne 29 novembre 1956, ore 10:30 | Canada | 73 – 60 (40-26) referto | Giappone | Royal Exhibition Building |

### Torneo 5º-15º posto

#### 13º-15º posto
|  | Semifinali | Semifinali    | Semifinali    |               |           | Finale 13º-14º posto | Finale 13º-14º posto | Finale 13º-14º posto |  |
|  |            |               |               |               |           |                      |                      |                      |  |
|  |            | bye           |               |               |           |                      |                      |                      |  |
|  |            |               |               |               |           |                      |                      |                      |  |
|  | C3         | Singapore     |               |               |           |                      |                      |                      |  |
|  | C3         | Singapore     |               | Singapore     | Singapore | 92                   |                      |                      |  |
|  |            |               |               | Singapore     | Singapore | 92                   |                      |                      |  |
|  |            |               | Corea del Sud | Corea del Sud | 79        |                      |                      |                      |  |
|  | C4         | Thailandia    | Corea del Sud | Corea del Sud | 79        | 47                   |                      |                      |  |
|  | C4         | Thailandia    |               |               |           |                      |                      |                      |  |
|  | D3         | Corea del Sud | 61            |               |           |                      |                      |                      |  |

| Melbourne 30 novembre 1956, ore 9:00 | Thailandia | 47 – 61 (28-33) referto | Corea del Sud | Royal Exhibition Building |

| Melbourne 1º dicembre 1956, ore 9:00 | Singapore | 92 – 79 (45-39) referto | Corea del Sud | Royal Exhibition Building |

#### 9º-12º posto
|  | Semifinali | Semifinali | Semifinali |        |          | Finale 9º-10º posto  | Finale 9º-10º posto  | Finale 9º-10º posto  |  |
|  |            |            |            |        |          |                      |                      |                      |  |
|  | Formosa    | Formosa    | 61         |        |          |                      |                      |                      |  |
|  | Formosa    | Formosa    | 61         |        |          |                      |                      |                      |  |
|  | Giappone   | Giappone   | 82         |        |          |                      |                      |                      |  |
|  | Giappone   | Giappone   | 82         |        | Giappone | Giappone             | 60                   |                      |  |
|  |            |            |            |        | Giappone | Giappone             | 60                   |                      |  |
|  |            |            | Canada     | Canada | 75       |                      |                      |                      |  |
|  | Australia  | Australia  | Canada     | Canada | 75       | 38                   |                      |                      |  |
|  | Australia  | Australia  |            |        |          | 38                   |                      |                      |  |
|  | Canada     | Canada     | 83         |        |          | Finale 11º-12º posto | Finale 11º-12º posto | Finale 11º-12º posto |  |
|  | Canada     | Canada     | 83         |        |          |                      |                      |                      |  |
|  |            |            |            |        |          |                      |                      |                      |  |
|  |            |            |            |        |          | Formosa              | Formosa              | 87                   |  |
|  |            |            |            |        |          | Formosa              | Formosa              | 87                   |  |
|  |            |            |            |        |          | Australia            | Australia            | 70                   |  |

| Melbourne 30 novembre 1956, ore 10:30 | Formosa | 61 – 82 (32-38) referto | Giappone | Royal Exhibition Building |

| Melbourne 30 novembre 1956, ore 13:30 | Australia | 38 – 83 (30-18) referto | Canada | Royal Exhibition Building |

| Melbourne 1º dicembre 1956, ore 10:30 | Formosa | 87 – 70 (46-32) referto | Australia | Royal Exhibition Building |

| Melbourne 1º dicembre 1956, ore 13:30 | Giappone | 60 – 75 (34-39) referto | Canada | Royal Exhibition Building |

#### 5º-8º posto
|  | Semifinali | Semifinali | Semifinali |          |         | Finale 5º-6º posto | Finale 5º-6º posto | Finale 5º-6º posto |  |
|  |            |            |            |          |         |                    |                    |                    |  |
|  | Cile       | Cile       | 64         |          |         |                    |                    |                    |  |
|  | Cile       | Cile       | 64         |          |         |                    |                    |                    |  |
|  | Brasile    | Brasile    | 89         |          |         |                    |                    |                    |  |
|  | Brasile    | Brasile    | 89         |          | Brasile | Brasile            | 52                 |                    |  |
|  |            |            |            |          | Brasile | Brasile            | 52                 |                    |  |
|  |            |            | Bulgaria   | Bulgaria | 64      |                    |                    |                    |  |
|  | Filippine  | Filippine  | Bulgaria   | Bulgaria | 64      | 70                 |                    |                    |  |
|  | Filippine  | Filippine  |            |          |         | 70                 |                    |                    |  |
|  | Bulgaria   | Bulgaria   | 80         |          |         | Finale 7º-8º posto | Finale 7º-8º posto | Finale 7º-8º posto |  |
|  | Bulgaria   | Bulgaria   | 80         |          |         |                    |                    |                    |  |
|  |            |            |            |          |         |                    |                    |                    |  |
|  |            |            |            |          |         | Cile               | Cile               | 68                 |  |
|  |            |            |            |          |         | Cile               | Cile               | 68                 |  |
|  |            |            |            |          |         | Filippine          | Filippine          | 75                 |  |

| Melbourne 30 novembre 1956, ore 15:00 | Cile | 64 – 89 (33-55) referto | Brasile | Royal Exhibition Building |

| Melbourne 30 novembre 1956, ore 16:30 | Filippine | 70 – 80 (43-50) referto | Bulgaria | Royal Exhibition Building |

| Melbourne 1º dicembre 1956, ore 15:00 | Cile | 68 – 75 (38-33) referto | Filippine | Royal Exhibition Building |

| Melbourne 1º dicembre 1956, ore 16:30 | Brasile | 52 – 64 (26-27) referto | Bulgaria | Royal Exhibition Building |

### Fase finale
|  | Semifinali       | Semifinali       | Semifinali  |             |                  | Finale           | Finale          | Finale          |  |
|  |                  |                  |             |             |                  |                  |                 |                 |  |
|  | Francia          | Francia          | 49          |             |                  |                  |                 |                 |  |
|  | Francia          | Francia          | 49          |             |                  |                  |                 |                 |  |
|  | Unione Sovietica | Unione Sovietica | 56          |             |                  |                  |                 |                 |  |
|  | Unione Sovietica | Unione Sovietica | 56          |             | Unione Sovietica | Unione Sovietica | 55              |                 |  |
|  |                  |                  |             |             | Unione Sovietica | Unione Sovietica | 55              |                 |  |
|  |                  |                  | Stati Uniti | Stati Uniti | 89               |                  |                 |                 |  |
|  | Uruguay          | Uruguay          | Stati Uniti | Stati Uniti | 89               | 38               |                 |                 |  |
|  | Uruguay          | Uruguay          |             |             |                  | 38               |                 |                 |  |
|  | Stati Uniti      | Stati Uniti      | 101         |             |                  | Finale 3º posto  | Finale 3º posto | Finale 3º posto |  |
|  | Stati Uniti      | Stati Uniti      | 101         |             |                  |                  |                 |                 |  |
|  |                  |                  |             |             |                  |                  |                 |                 |  |
|  |                  |                  |             |             |                  | Francia          | Francia         | 62              |  |
|  |                  |                  |             |             |                  | Francia          | Francia         | 62              |  |
|  |                  |                  |             |             |                  | Uruguay          | Uruguay         | 71              |  |

Semifinali
| Melbourne 30 novembre 1956, ore 20:00 | Francia               | 49 – 56 (19-25) referto | Unione Sovietica | Royal Exhibition Building (3.028 spett.)\| Arbitri: \| Dave Thomas S. Sasaki \| |
| Arbitri:                              | Dave Thomas S. Sasaki |                         |                  |                                                                                 |

| Melbourne 30 novembre 1956, ore 21:30 | Uruguay                 | 38 – 101 (10-51) referto | Stati Uniti | Royal Exhibition Building (3.028 spett.)\| Arbitri: \| Ray Strath Charlie Sien \| |
| Arbitri:                              | Ray Strath Charlie Sien |                          |             |                                                                                   |

Finali
- 3º e 4º posto

| Melbourne 1º dicembre 1956, ore 20:00 | Francia                          | 62 – 71 (29-37) referto | Uruguay | Royal Exhibition Building (3.166 spett.)\| Arbitri: \| Vladimir Kostin Pietro Reverberi \| |
| Arbitri:                              | Vladimir Kostin Pietro Reverberi |                         |         |                                                                                            |

- 1º e 2º posto

| Arbitri: | Robert Blanchard Ray Strath |

| |            | |
| Semënov 15 | Punti      | 16 Jeangerard                                                                                           |
| Valdmanis, Semënov, Bočkarëv, Ozerov, Zubkov Torban, Petkevičius, Lauritėnas, Studeneckij, Krūmiņš n.e.: Muižnieks, Stonkus | Formazioni | Jones, Walsh, Jeangerard, Haldorson, Russell Cain, Hougland, Evans, Tomsic, Boushka, Ford n.e.: Darling |
| Stepan Spandarjan | Allenatori | Gerald Tucker                                                                                           |

## Classifica finale
| Campione olimpico | Campione olimpico | Campione olimpico |
| --- | ----------------- | --- |
| Stati Uniti3 Cain, 4 Hougland, 5 Jones, 6 Russell, 7 Walsh, 8 Evans, 9 Haldorson, 10 Tomsic, 11 Boushka, 12 Ford, 13 Jeangerard, 14 Darling, All. Gerald Tucker |                   | |
| Argento | Unione Sovietica  | Unione Sovietica3 Muižnieks, 4 Valdmanis, 5 Torban, 6 Stonkus, 7 Petkevičius, 8 Bočkarëv, 9 Krūmiņš, 10 Semënov, 11 Lauritėnas, 12 Ozerov, 13 Zubkov, 14 Studeneckij, All. Stepan Spandarjan           |
| Bronzo | Uruguay           | Uruguay3 Blixen, 4 Cortés, 5 Costa, 6 Chelle, 7 Demarco, 8 García, 9 González, 10 Matto, 11 Moglia, 12 Mera, 13 Olascoaga, 14 Scarón, All. Héctor López Reboledo                                       |
| 4. | Francia           | Francia3 Haudegand, 4 Baltzer, 5 Monclar, 6 Veyron, 7 Sturla, 8 Rey, 9 Antoine, 10 Grange, 11 Gominon, 12 Buffière, 13 Schlupp, 14 Beugnot, All. Robert Busnel                                         |
| 5. | Bulgaria          | Bulgaria3 Pejčinski, 4 Slavov, 5 Mirčev, 6 Radev, 7 Kănev, 8 Mančenko, 9 G. Panov, 10 Totev, 11 Barčovski, 12 L. Panov, 13 Ilov, 14 Savov, All. Ljudmil Katerinski                                     |
| 6. | Brasile           | Brasile3 Algodão, 4 Nélson Lisboa, 5 Wlamir, 6 Angelim, 7 Jamil, 8 Wilson, 9 Jorge Olivieri, 10 Mayr, 11 Edson Bispo, 12 Zé Luiz, 13 Fausto, 14 Amaury, All. Mário Amâncio Duarte                      |
| 7. | Filippine         | Filippine3 Manulat, 4 Campos, 5 Badion, 6 Carbonell, 7 Urra, 8 Barretto, 9 Marquicias, 10 Villamor, 11 Tolentino, 12 Loyzaga, 13 Genato, 14 Lim, All. Leo Prieto                                       |
| 8. | Cile              | Cile3 Salvadores, 4 Ostoic, 5 Garafulic, 6 Araya, 7 Bernedo, 8 Mahana, 9 Silva, 10 Urra, 11 Raffo, 12 Etcheberrigaray, 13 Arredondo, 14 Etchepare, All. Juan Arredondo                                 |
| 9. | Canada            | Canada3 Macintosh, 4 Brown, 5 Brinham, 6 Wild, 7 Bissett, 8 Osborne, 9 Stulac, 10 Stuart, 11 Pickell, 12 McLeod, 13 Burtwell, 14 Lucht, All. Lance Hudson                                              |
| 10. | Giappone          | Giappone3 Itoyama, 4 Fujita, 5 Sugiyama, 6 Arai, 7 Saitō, 8 Shōji, 9 Konno, 10 Noborisaka, 11 Imaizumi, 12 Ōhira, 13 Nara, All. Tetsuo Ōba                                                             |
| 11. | Formosa           | Taiwan3 Ling, 4 Hoo, 5 Chien, 6 Tong, 7 Wang, 8 Chu, 9 Ng, 10 Yung, 11 Lai, 12 Chen, 13 Yap, 14 Loo, All. Bud Schaeffer                                                                                |
| 12. | Australia         | Australia3 Demos, 4 Heskett, 7 Bumbers, 8 Dargis, 9 Freidenfelds, 10 Burdett, 12 Dancis, 15 Sutton, 16 Ignatavicius, 17 Moy, 18 Finch, 19 Flick, All. Ken Watson                                       |
| 13. | Singapore         | Singapore3 Ong, 4 Ho, 5 Ko, 6 Yee, 7 Lee, 8 Wong, 9 Sy, 10 Sien, 11 Yeo, 12 Chen, 13 Wee, 14 Henderson, All. Charlie Sien                                                                              |
| 14. | Corea del Sud     | Corea del Sud3 An B., 4 Kim Yeong-su, 5 Jo, 6 Kim Yeong-gi, 7 Go, 8 Baek, 9 Kim H., 10 Choe, 11 An Y., 12 Kim C., All. Kim Jeong-sin                                                                   |
| 15. | Thailandia        | Thailandia3 Chavanwong, 4 Chaicharoen, 5 Imnoi, 6 Julmanichoti, 7 Aimmanolrom, 8 Rukpanich, 9 C. Sae-Lim, 10 Kuang Sae-Lim, 11 Kum Sae-Lim, 12 Saranont, 13 Sonthong, 14 Sriratana, All. C.B. Sunthorn |